# 2-氨基吡啶
2-氨基吡啶（2-Aminopyridine）是一种有机化合物，化学式为C5H6N2。它是三种氨基吡啶同分异构体之一。它是一种无色的固体，可用于生产吡罗昔康、磺胺吡啶、替诺昔康和苄吡二胺等药物。它可以氨基钠和吡啶发生的齐齐巴宾反应制备。

## 结构
尽管2-羟基吡啶以吡啶酮互变异构体的形式存在，但相应的亚胺互变异构体（HNC5H4NH）对于2-氨基吡啶来说不怎么重要。